# Équipe cycliste An Post-ChainReaction
L'équipe cycliste An Post-ChainReaction est une équipe cycliste irlandaise, active entre 2006 et 2017. Créée en 2006, elle court avec le statut d'équipe continentale et participe aux circuits continentaux de cyclisme et en particulier l'UCI Europe Tour. Entre 2010 et 2013, elle court avec une licence belge. Faute de sponsors, l'équipe disparaît à l'issue de la saison 2017.

## Histoire de l'équipe

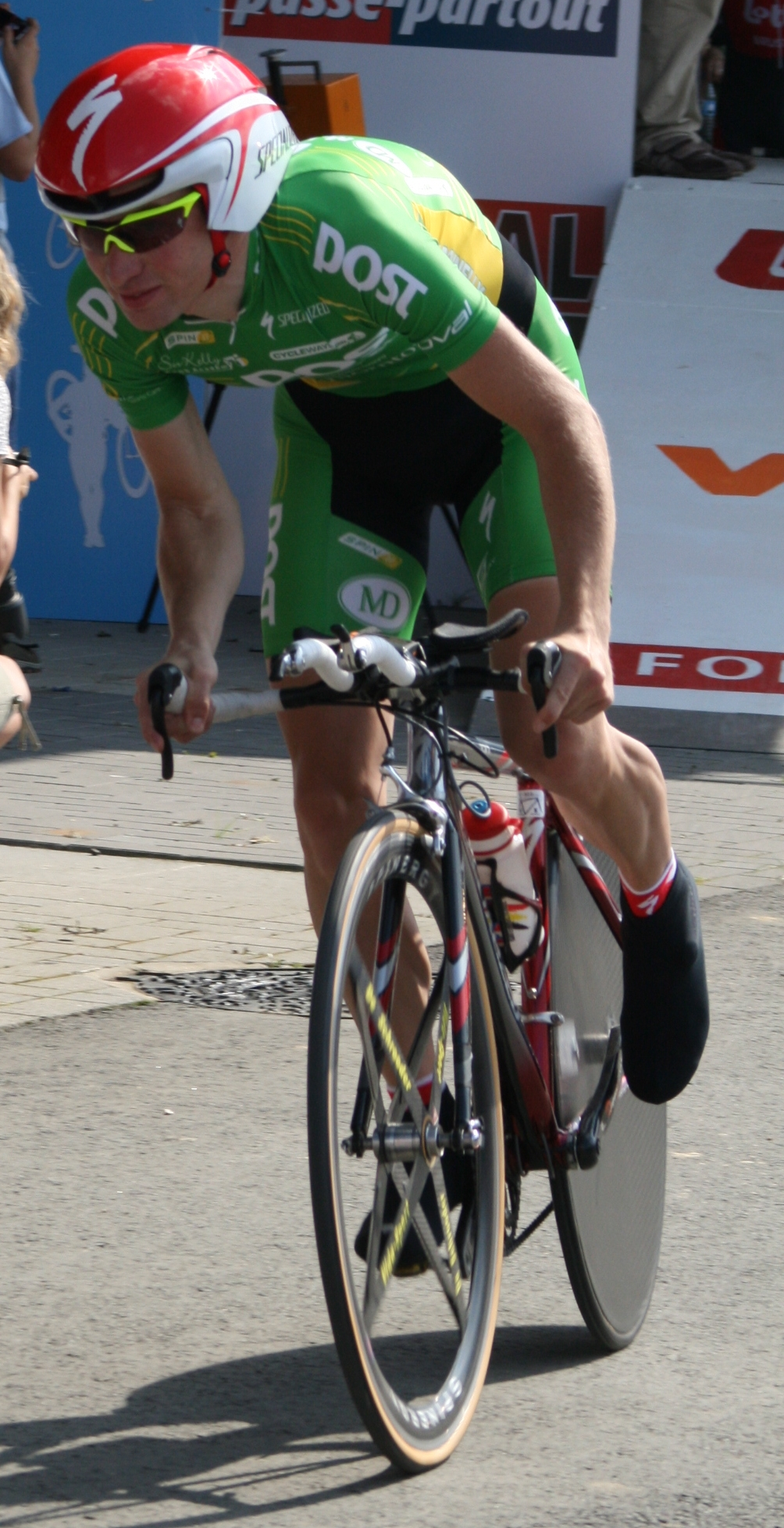
Benny De Schrooder aux championnats de Belgique du contre-la-montre 2008.

En 2014, l'équipe est constituée de dix-sept coureurs dont un stagiaire. Elle remporte quatre victoires : Robert-Jon McCarthy la 1re étape de l'An Post Rás le 18 mai et Ryan Mullen le championnat d'Irlande du contre-la-montre espoirs le 26 juin et le championnat d'Irlande sur route et le championnat d'Irlande sur route espoirs le 29 juin.
Le 30 octobre 2017, l'équipe annonce que son sponsor principal se retire, ce qui ne permet pas à l'équipe de continuer en 2018. Les dirigeants espèrent cependant un retour dans les pelotons en 2019,.

## Principales victoires

### Courses d’un jour
- Grand Prix de la ville de Zottegem : Niko Eeckhout (2009)
- Mémorial Rik van Steenbergen : Niko Eeckhout (2009)
- Mémorial Philippe Van Coningsloo : Andrew Fenn (2011) et Gediminas Bagdonas (2012)
- Grand Prix de la ville de Geel : Sam Bennett (2011)
- Kattekoers : Roy Jans (2012)
- Tour de Hollande-Septentrionale : Gediminas Bagdonas (2012)
- Omloop der Kempen : Niko Eeckhout (2012)
- Tour des Flandres espoirs : Kenneth Vanbilsen (2012)
- Flèche du port d'Anvers : Aidis Kruopis (2015)

### Courses par étapes
- An Post Rás : Stephen Gallagher (2008) et Gediminas Bagdonas (2011)
- Ronde de l'Oise : Steven Van Vooren (2009), Gediminas Bagdonas (2011) et Joshua Edmondson (2015)
- Baltic Chain Tour : Gediminas Bagdonas (2012)
- Triptyque des Monts et Châteaux : Owain Doull (2014)

### Championnats nationaux
- Championnats d'Irlande sur route : 6
  - Course en ligne : 2014 (Ryan Mullen[2])
  - Contre-la-montre : 2015 (Ryan Mullen[2])
  - Course en ligne espoirs : 2013 (Jack Wilson), 2014 (Ryan Mullen[2])
  - Contre-la-montre espoirs : 2014 et 2015 (Ryan Mullen[2])
- Championnats de Lituanie sur route : 3
  - Course en ligne : 2015 (Aidis Kruopis)
  - Course en ligne espoirs : 2015 (Paulius Šiškevičius)
  - Contre-la-montre espoirs : 2015 (Paulius Šiškevičius)
- Championnats de Nouvelle-Zélande sur route : 2
  - Course en ligne espoirs : 2017 (Regan Gough)
  - Contre-la-montre espoirs : 2017 (Regan Gough)

## Classements UCI
L'équipe participe principalement aux épreuves du calendrier de l'UCI Europe Tour. Le tableau ci-dessous présente les classements de l'équipe sur ce circuit, ainsi que son meilleur coureur au classement individuel.

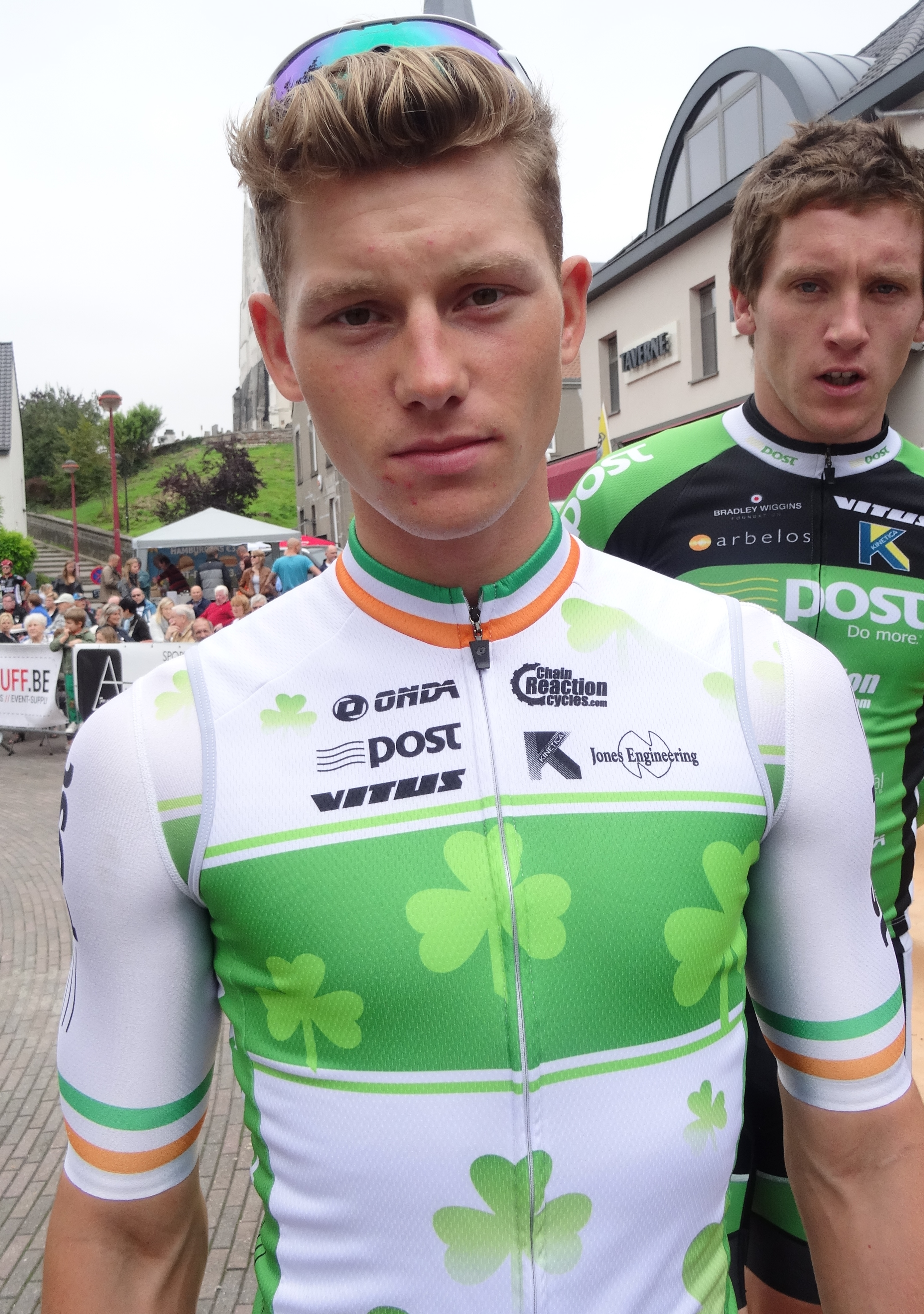
Ryan Mullen lors de Druivenkoers Overijse 2014, arborant son maillot de champion d'Irlande sur route.

UCI Africa Tour
| Saison | Classement par équipes | Meilleur coureur au classement individuel |
| ------ | ---------------------- | ----------------------------------------- |
| 2017   | 20e                    | Adam Jamieson (86e)                       |

UCI America Tour
| Saison | Classement par équipes | Meilleur coureur au classement individuel |
| ------ | ---------------------- | ----------------------------------------- |
| 2012   | 47e                    | Mark Christian (393e)                     |

UCI Asia Tour
| Saison | Classement par équipes | Meilleur coureur au classement individuel |
| ------ | ---------------------- | ----------------------------------------- |
| 2017   | 99e                    | Sean Mackinnon (597e)                     |

UCI Europe Tour
| Saison | Classement par équipes | Meilleur coureur au classement individuel |
| ------ | ---------------------- | ----------------------------------------- |
| 2006   | 92e                    | Paídi O'Brien (550e)                      |
| 2007   | 74e                    | Paídi O'Brien (233e)                      |
| 2008   | 48e                    | Eddy Ratti (9e)                           |
| 2009   | 31e                    | Niko Eeckhout (18e)                       |
| 2010   | 46e                    | Niko Eeckhout (102e)                      |
| 2011   | 21e                    | Gediminas Bagdonas (50e)                  |
| 2012   | 16e                    | Gediminas Bagdonas (11e)                  |
| 2013   | 38e                    | Sam Bennett (117e)                        |
| 2014   | 41e                    | Owain Doull (180e)                        |
| 2017   | 92e                    | Jacob Scott (823e)                        |

UCI Oceania Tour
| Saison | Classement par équipes | Meilleur coureur au classement individuel |
| ------ | ---------------------- | ----------------------------------------- |
| 2014   | 4e                     | Robert-Jon McCarthy (7e)                  |
| 2017   | 15e                    | Regan Gough (37e)                         |

## Effectif en 2017
| Cycliste                 | Date de naissance | Nationalité      | Équipe 2016                        |  |
| ------------------------ | ----------------- | ---------------- | ---------------------------------- |  |
| Jonas Bokeloh            | 16 mars 1996      | Allemagne        | Klein Constantia                   |  |
| Daniel Gardner           | 6 mars 1996       | Royaume-Uni      | Baguet-MIBA Poorten-Indulek-Derito |  |
| Regan Gough              | 6 octobre 1996    | Nouvelle-Zélande | Avanti IsoWhey Sports              |  |
| Davy Gunst               | 30 janvier 1995   | Pays-Bas         | Rabobank Development               |  |
| Conor Hennebry           | 16 février 1993   | Irlande          | Aquablue                           |  |
| Adam Jamieson            | 12 février 1996   | Canada           | RaceClean                          |  |
| Przemysław Kasperkiewicz | 1er mars 1994     | Pologne          | Klein Constantia                   |  |
| Sean Mackinnon           | 24 novembre 1995  | Canada           | RaceClean                          |  |
| Sean McKenna             | 8 mars 1994       | Irlande          | Aquablue                           |  |
| Jacob Scott              | 14 juin 1995      | Royaume-Uni      | An Post-ChainReaction              |  |
| Damien Shaw              | 10 juillet 1984   | Irlande          | An Post-ChainReaction              |  |
| Mark Stewart             | 25 août 1995      | Royaume-Uni      | 100% me                            |  |
| Matthew Teggart          | 8 janvier 1996    | Irlande          | AC Bisontine                       |  |
| Bas Tietema              | 29 janvier 1995   | Pays-Bas         | BMC Development                    |  |
| Massimo Vanderaerden     | 21 janvier 1995   | Belgique         | Veranclassic-Ago                   |  |

## Saisons précédentes
- An Post-ChainReaction en 2014
- An Post-ChainReaction en 2015
- An Post-ChainReaction en 2016